# Cyamops papuensis
Cyamops papuensis är en tvåvingeart som beskrevs av Baptista och Wayne N. Mathis 2000. Cyamops papuensis ingår i släktet Cyamops och familjen savflugor. Inga underarter finns listade i Catalogue of Life.